# تجارت مستعمراتی ملاس

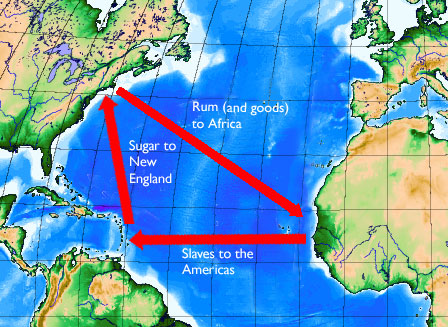
نقشه مشهور به مثلث تجارت که در استحصال و تجارت ملاس نیز نقش ویژه داشت

تجارت مستعمراتی ملاس (انگلیسی: Colonial molasses trade) مشتمل بر تجارت و استحصال استعماری ملاس در سده‌های ۱۷ و ۱۸ میلادی است که در منطقهٔ مستعمره‌نشین بریتانیای کبیر در محدودهٔ منطقهٔ کارائیب رخ داد. ملاس در آن زمان یک محصول تجاری بزرگ و پراهمیت بود. این محصول از طریق استثمار کارگران کاشت نیشکر در کارائیب و جزایر تحت کنترل انگلستان از جمله جامائیکا، باربادوس و به ویژه مستعمرات سیزده‌گانه در امتداد اقیانوس اطلس استحصال می‌گردید و به‌طور عمده از آن برای تولید نوشیدنی موسوم به رام استفاده می‌گردید. این نوشیدنی از تقطیر عرق نیشکر و عمدتاً در کارگاه‌های شراب‌سازی نیو انگلند به تولید می‌رسید.